# Anne Kansiime
Kansiime Kubiryaba Anne, née le 13 avril 1986, et connue sous le nom d'Anne Kansiime, est une artiste, comédienne et auteure ougandaise, qui utilise la comédie pour explorer la vie quotidienne en Ouganda et notamment les relations entre hommes et femmes 

## Biographie
Elle est née à Mparo dans le district de Kabale, aujourd'hui district de Rukiga, dans le sud-ouest de l'Ouganda, à proximité de la frontière avec le Rwanda. Son père est un banquier, et sa mère est une femme au foyer. Kansiime fréquente l'école primaire de Kabale, puis l'école secondaire de filles Bweranyangi à Bushenyi. Elle est titulaire d'une licence en sciences sociales de l'université Makerere, obtenue courant 2007,,.
À partir de 2007, alors qu'elle est encore étudiante à l'université Makerere, elle commence à participer à des sketches joués par la troupe théâtrale Theatre Factory, qui a joué au Théâtre national d'Ouganda à Kampala. Lorsque cette troupe se désintègre, elle rejoint Fun Factory. Le groupe joue tous les jeudis soir. Les meilleurs sketches sont  diffusés sur NTV Uganda dans l'émission Barbed Wire TV qui devient ensuite U-Turn. Elle participe également à la création de vidéos comiques sur des sujets d'actualité dans une série baptisée MiniBuzz.
Selon des interviews données en 2014, elle commence à publier certains de ses sketches de comédie sur YouTube. Elle reçoit des commentaires positifs, ce qui l'encourage à continuer. Sa percée sur l'écran se produit lorsque la chaîne kenyane Citizen TV  lui propose un créneau pour produire, jouer et présenter une émission comique une fois par semaine. C'est ainsi qu'elle crée l'émission Don't Mess With Kansiime, qui, en novembre 2014, avait été visionnée plus de 15 millions de fois sur sa chaîne YouTube. Ses vidéos sur YouTube sont consultées des milliers de fois et elle apparaît sur BBC Focus on Africa. Elle joue à Blantyre, Gaborone, Kigali, Kuala Lumpur, Lagos, Lilongwe, Londres, Lusaka ou encore Harare.
La comédie est un passe-temps populaire en Ouganda, mais les hommes dominaient la scène. Anne Kansiime s’est construit une notoriété par de courtes comédies imaginées et mise en scène par elle et évoquant la vie quotidienne, et en particulier les relations entre hommes et femmes. Les choix de représentation des femmes dans ses sketches constituent sa contribution au mouvement de libération des femmes, dit-elle. « Je dépeins la femme comme la plus forte dans presque chaque sketch », explique-elle, « Je dépeins la femme comme celle qui va survivre ».